# Бейбарс (фильм)
«Бейбарс» — советский художественный телефильм 1989 года. Фильм является первой частью исторической кинодилогии по мотивам повести Мориса Симашко «Емшан».

## Сюжет

### Первая серия. «Рабы»
Начало XIII века. Монгольская держава продолжает своё расширение на запад. Мальчик-тюрок кипчакского происхождения из прикаспийских степей продан монголами в рабство в Ромейскую империю («Византию»). Там он попадает в воинскую школу фехтования Анонима и достигает больших успехов. За это он получает новое имя — Бейбарс.
В это же самое время через территорию Ромейской империи совершают свои Крестовые походы на Ближний Восток европейские рыцари-крестоносцы. Однако постепенно, вместо возвращения Гроба господня их все больше начинают привлекать роскошные богатства столицы самих ромеев — Константинополя. Вместо того, чтобы сражаться с мусульманами, крестоносцы поворачивают оружие против своих «братьев» — ромейских христиан. Четвёртый крестовый поход крестоносцы заканчивают в 1204 году захватом Константинополя и подвергают город беспощадному разорению. Ученики Анонима, в том числе и Бейбарс, сопротивляются нападавшим, но силы слишком неравны и им приходится бежать в Италию, переодевшись в одежды монахов. На месте уничтоженной Ромейской державы крестоносцы создают свою Латинскую империю — Романию. Тем временем католическая Европа готовит новый Крестовый поход детей.
1212 год. В Риме поход детей-крестоносцев пересекается с прячущимися под монашескими одеждами учениками школы Анонима. Взрослые крестоносцы, сопровождающие детей, принуждают «монаха» Анонима стать их проводником на восток. Учитель соглашается и учит Бейбарса сдерживать свой гнев, вызываемый оскорблениями религиозных фанатиков. В обозе одного из крестоносцев Бейбарс встречает обнищавшую бывшую византийскую принцессу Шадияр, которая теперь прислуживает своему шотландскому господину. Но когда-то между ней и Бейбарсом была взаимная симпатия. Защищая честь бывшей принцессы, Бейбарсу периодически приходится вступать в конфликты и схватки как с крестоносцами, так и с «сарацинами». Наконец, после месяцев скитаний в пустыне, свои же крестоносцы из другого лагеря, сговорившись с охраной, перепродают всех детей, «монахов» и принцессу в рабство сарацинам. Раненый Бейбарс с несколькими своими друзьями-«монахами» попадает на галеры.
Десять лет Бейбарс проводит рабом на галерах. Беспросветной жизнью рабов под палубой управляет группа привилегированных рабов, перераспределяющих полученный от хозяев галеры хлеб не поровну, а якобы «по справедливости». Но в результате заговора группа друзей Бейбарса уничтожает привилегированных рабов и занимает их место.

### Вторая серия. «Бейбарс-мамлюк»
Хозяева галер решают продать группу рабов во главе с Бейбарсом. На острове, где происходит перепродажа, среди рабынь-тюрчанок, Бейбарс слышит песню, которую в детстве слышал от своей матери. Вместе с друзьями его покупает начальник воинов-мамлюков страны «Миср» Египта — вице-султан Кутуз, который узнает в кипчаке Бейбарсе своего сородича-тюрка. На острове посреди Нила Кутуз проводит обучение мамлюков-бахритов вершинам воинского искусства. И здесь снова Бейбарс становится первым среди лучших. Под руководством Кутуза он начинает постигать премудрости управления воинами и азы власти. По указанию Кутуза Бейбарс принимает участие в подавлении мятежа неверного мамлюка Айбека. Затем, в 1246 году, Кутуз объявляет Бейбарсу о своем намерении сделать его начальником охраны и одновременно своим тайным шпионом у самого египетского айюбидского султана Ас-Салиха.
1249 год. Крестоносцы начинают свой Седьмой крестовый поход на Ближний Восток. В основном войско составляют франки. Европейцы пытаются установить союз с Монгольской державой против мусульман. Но мамлюки Бейбарса побеждают крестоносцев в решающей Битве при Эль-Мансуре. Среди пленных Бейбарс встречает своего бывшего учителя Анонима и других бывших византийских знакомых. Между учителями Бейбарса Анонимом и Кутузом происходит философская дискуссия о природе и роли любви в судьбе человека. Во дворце султана Ас-Салиха Бейбарс становится начальником личной охраны султана и узнает в любимой наложнице султана бывшую византийскую принцессу Шадияр, которую он защищал от крестоносцев. Наконец, по указанию Кутуза, Бейбарс убивает айюбидского султана Ас-Салиха и мамлюки-бахриты во главе с Кутузом становятся полновластными правителями страны «Миср» Египта. Вторым по значимости после султана становится сам Бейбарс. В это время послы Монгольского хана Хулагу угрожают Кутузу и требуют в отдать в заложницы Шадияр, но мамлюки убивают монгольских послов, чем делают неизбежной войну между мамлюками и монголами.
1260 год. Стремящийся к реставрации Византийской империи Михаил VIII Палеолог заключает соглашение с наступающими на Ближнем Востоке монголами о их нападении на мамлюкский султанат Египта. А мамлюкский султан Кутуз, забыв о своих собственных принципах, предается в это время развлечениям со своей любимой наложницей Шадияр. Но когда приходит весть о том, что монголы уже сожгли Дамаск, Кутуз высылает навстречу им Бейбарса. Монголы предлагают Бейбарсу сдаться без боя, однако он отказывается и в решающей Битве при Айн-Джалуте мамлюки, применив новое пороховое оружие, останавливают наступление монголов. Шадияр передает знак султанской власти Бейбарсу, мамлюки также переходят на его сторону от Кутуза. Так Бейбарс становится новым мамлюкским султаном Египта.

## В ролях
- Даулет Бейсенов — Бейбарс-мамлюк
- Фархад Аманкулов — Бейбарс-раб
- Леонид Куравлёв — Аноним
- Вячеслав Гостинский — Михаил VIII Палеолог
- Лев Прыгунов — рыцарь
- Татьяна Плотникова — Шаджар ад-Дурр, жена султана Ас-Салих Айюб ибн Мухаммада
- Александра Колкунова  — Шаджар ад-Дурр-рабыня
- Борис Хмельницкий — султан Кутуз